# Tondó
Tondó es un distrito de Manila, capital de Filipinas. Se encuentra en la parte noroeste de la ciudad y es principalmente un barrio residencial e industrial. Actualmente es una de las áreas más densamente pobladas en el mundo.
Posee un pintoresco paisaje, donde se puede apreciar la naturaleza. Se destaca por ser uno de los distritos más pobres y subdesarrollados del país. Muchos de los barrios marginales de la ciudad se encuentran en esta área.

## Historia
El Corregimiento de Tondó fue una división administrativa histórica del Reyno de Filipinas, la cabecera de la mencionada provincia, Tondó, está al norte de la Manila poco más de media legua.
Corresponde a esta jurisdicción la isla de Misig, al norte, donde se encuentra el cuartel de caballería.

## Personajes relevantes
- Joseph Estrada (1937-), presidente de Filipinas (entre 1998 y 2001) y actor de cine.

- Isko Moreno, vicealcalde de Manila.

- Andrés Bonifacio (1863-1897), líder de los filipinos en la Guerra de independencia contra España.
- Ethel Booba (1976-), actriz y comediante.
- Arnold Clavio (1965-), periodista y presentador de televisión.
- Valerie Concepción (1987-), actriz y presentadora de televisión (del programa Wowowee.
- Dolphy (1928-2012), actor, el Rey de la Comedia.
- Vice Ganda (1976-), actriz, comediante, presentadora de televisión y cantante.
- Emilio Jacinto (1875-1899), revolucionario, el cerebro del movimiento independentista Katipunán.
- Kyla (1981-), actriz y cantante.
- Alfredo Lim (1929-), alcalde de Manila y senador.
- Jose Manalo (1966-), actor, cantante, comediante.
- Isko Moreno (1970-), vicealcalde de Manila.
- Angelica Panganiban (1986-), actriz de cine y televisión, comediante y productora.
- Fernando Poe Jr. (1939-2004), actor e ícono popular.
- Macario Sakay (1870-1907), segundo presidente democrático en la Guerra de independencia contra Estados Unidos.
- Aiza Seguerra (1983-), actriz, cantautora y guitarrista.
- Rolando Tinio (1937-1997), poeta, dramaturgo, director de teatro, actor, crítico, ensayista y docente.
- Regine Velásquez (1970-), actriz y cantante.
- Manuel Villar (1949-), empresario, político y senador.
- Antonio Villegas (1928-1984), alcalde de Manila.
- Willie Ong (1963-), cardiólogo.